# Ritzerow
Ritzerow est une commune rurale allemande de l'arrondissement du Plateau des lacs mecklembourgeois appartenant au Mecklembourg-Poméranie-Occidentale et au canton de Stavenhagen. 
Sa population comptait 439 habitants au 31 décembre 2010.

## Géographie
Ritzerow se trouve à environ six kilomètres au sud-est de Stavenhagen et à vingt-cinq kilomètres au sud-ouest de Neubrandenburg. Outre le village de Ritzerow, la commune comprend les hameaux de Galenbeck et Wackerow.

## Histoire

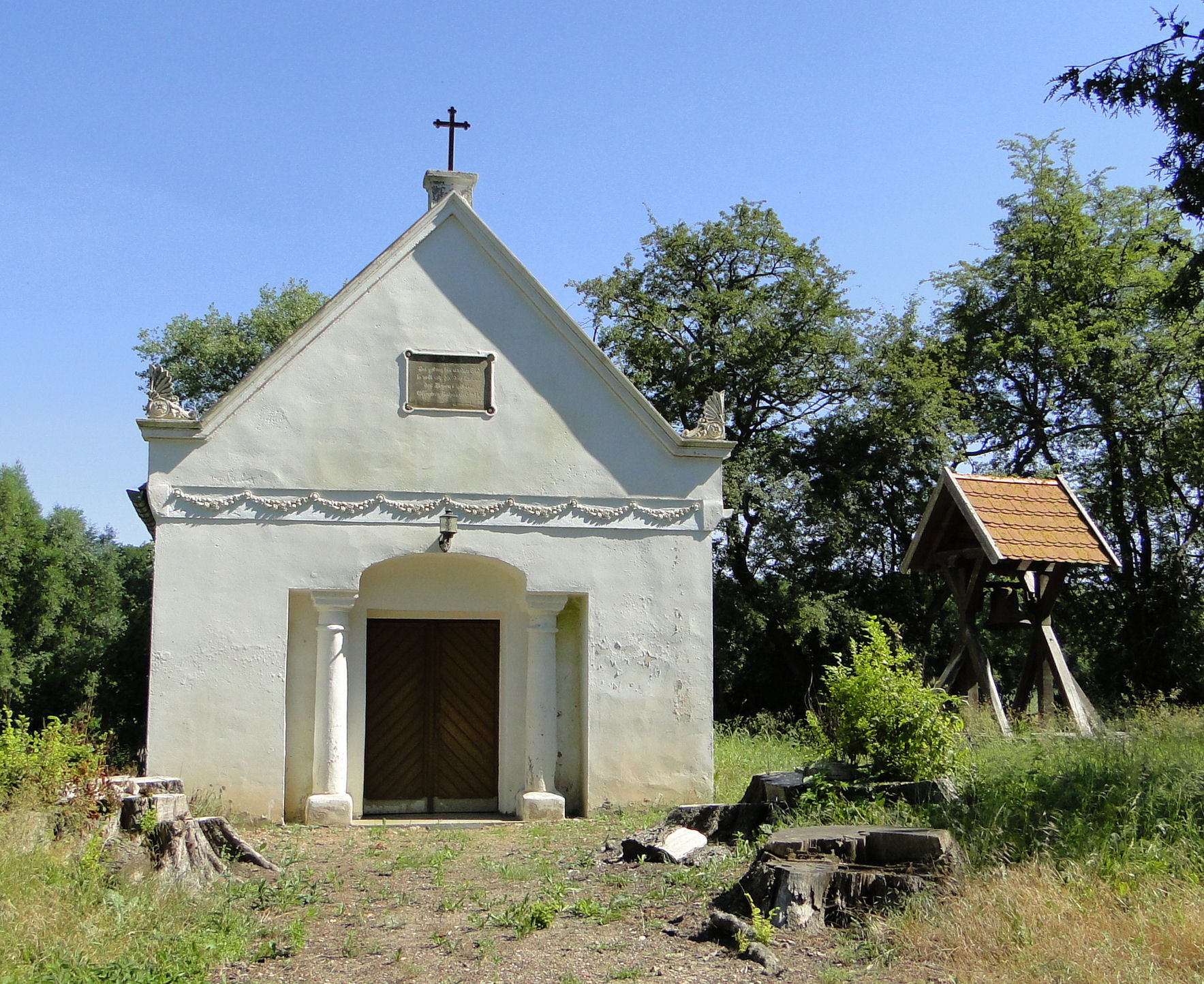
Chapelle de Galenbeck

Ritzerow est un bien domanial ecclésiastique au Moyen Âge. Wartislaw IV de Poméranie en fait don à l'abbaye d'Ivenack et le prince Nicolas de Werle le confirme le 1er janvier 1300. Lorsque la sécularisation intervient à l'époque de la Réforme protestante, Ritzerow appartient à des seigneurs locaux.